# 夢が咲く春/You and Music and Dream
『夢が咲く春／You and Music and Dream』（ゆめがさくはる／ユー・アンド・ミュージック・アンド・ドリーム）は、日本の歌手、倉木麻衣の28作目のシングル。

## 解説
2008年3月19日発売の28枚目のシングル。前作「Silent love 〜open my heart〜／BE WITH Ü」に続いての両A面シングル。
初回盤にはエコバッグが封入（ナチュラル・ピンク・グリーンのいずれか）。また、「You and Music and Dream」のピアノインストゥルメンタルバージョンをanother ver.として収録。テレビでオンエアされたCMでは、当初、2曲目である「You and Music and Dream」が流されていた。
今回、倉木麻衣のシングルとしては初めて、初回盤と通常盤でジャケットが異なる。

## 収録曲
1. 夢が咲く春 [3:56]
  - 作詞：倉木麻衣 / 作曲・編曲：徳永暁人

日本テレビ『THE 4400 SEASON1 未知からの生還者』テーマソング
2. You and Music and Dream [4:06]
  - 作詞：倉木麻衣 / 作曲：大野愛果 / 編曲：Cybersound

TBS系列『地球創世ミステリー マザー・プラネット奇跡の島・ガラパゴス“命”の遺産』イメージソング
3. You and Music and Dream -another ver- [2:51] ※初回盤のみの収録
  - 作詞：倉木麻衣 / 作曲・編曲：徳永暁人
4. 夢が咲く春 -instrumental- [3:59]
5. You and Music and Dream -instrumental- [4:04]

## 収録アルバム
夢が咲く春
- touch Me!
- Mai Kuraki Single Collection 〜Chance for you〜

You and Music and Dream
- touch Me!（アルバムバージョン）
- Mai Kuraki Single Collection 〜Chance for you〜